# کالینوفسکی
کالینوفسکی (به لاتین: Kalinovsky) یک منطقهٔ مسکونی در روسیه است که در سرزمین آلتای واقع شده‌است.